# Rafaela (sucuri)
Rafaela foi uma sucuri que figurou em diversos programas de televisão do Brasil, como a minissérie Mad Maria e o Caldeirão do Huck, ambos da Rede Globo, e em novelas como Pantanal, da extinta Rede Manchete. O animal pertencia ao Instituto Vital Brazil, localizado em Niterói e morreu de causas naturais. Viveu por 35, trinta dos quais na referida instituição, uma vez lá chegou aos 5 anos de idade, em 1976, levada pelo Exército Brasileiro que a havia recolhido no Pantanal, em Mato Grosso. Tinha 90 quilos e cinco metros e meio de comprimento.

## Reprodução espontânea
No ano de 2002, a cobra ainda foi notícia ao dar um filhote à luz sem ter cruzado. Até hoje, não se sabe explicar como isso ocorreu.